# Anostostoma tolteca
Anostostoma tolteca är en insektsart som beskrevs av Henri Saussure 1861. Anostostoma tolteca ingår i släktet Anostostoma och familjen Anostostomatidae. Inga underarter finns listade i Catalogue of Life.